# Resolutie 34 Veiligheidsraad Verenigde Naties
Resolutie 34 van de Veiligheidsraad van de Verenigde Naties werd op 15 september 1947 aangenomen. De resolutie werd goedgekeurd met negen stemmen tegen twee. De twee tegenstemmen kwamen van Polen en de Sovjet-Unie.

## Achtergrond
In 1946 brak er een burgeroorlog uit tussen de regering en communistische rebellen in het noorden van het land. Volgens Griekenland werden die communisten gesteund door de buurlanden, Albanië, Joegoslavië en Bulgarije, die alle kort tevoren communistisch waren geworden. De drie landen ontkenden evenwel de beschuldiging.
In 1947 werd een commissie ter plaatse gestuurd om de zaak te onderzoeken. Toen die in juni rapporteerde, verwierp de Sovjet-Unie haar aanbevelingen. De Sovjet-Unie wilde de schuld bij Griekenland leggen, terwijl de Verenigde Staten de drie communistische landen wilden veroordelen. Verschillende ontwerpresoluties van beide landen werden door de ander met het vetorecht tegengehouden; ook een van de VS die de kwestie wilde doorspelen aan de Algemene Vergadering. Een volgende resolutie van de VS die de kwestie definitief van de agenda schrapte werd wel aangenomen.

## Inhoud
De Veiligheidsraad besloot het geschil van Griekenland met Albanië, Joegoslavië en Bulgarije van de lijst met lopende kwesties te halen. De secretaris-generaal werd gevraagd alle notulen en documenten over de zaak ter beschikking van de Algemene Vergadering te stellen.
Lijst ·  16 ·  17 ·  18 ·  19 ·  20 ·  21 ·  22 ·  23 ·  24 ·  25 ·  26 ·  27 ·  28 ·  29 ·  30 ·  31 ·  32 ·  33 ·  34 ·  35 ·  36 ·  37